# Assen Hartenau
Assen Hartenau (* 16. Jänner 1890 in Graz; † 15. März 1965 in Wien), geboren als Assen Ludwig Alexander, Graf von Hartenau, war ein Ministerialrat und Sektionschef im österreichischen Finanzministerium, zuständig für die Staatsschulden.

## Leben

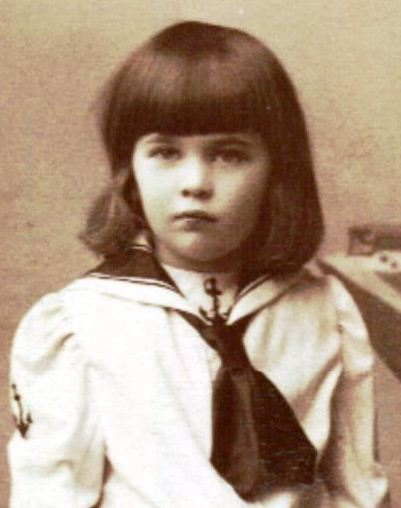
Assen Ludwig Alexander, Graf von Hartenau als Kind

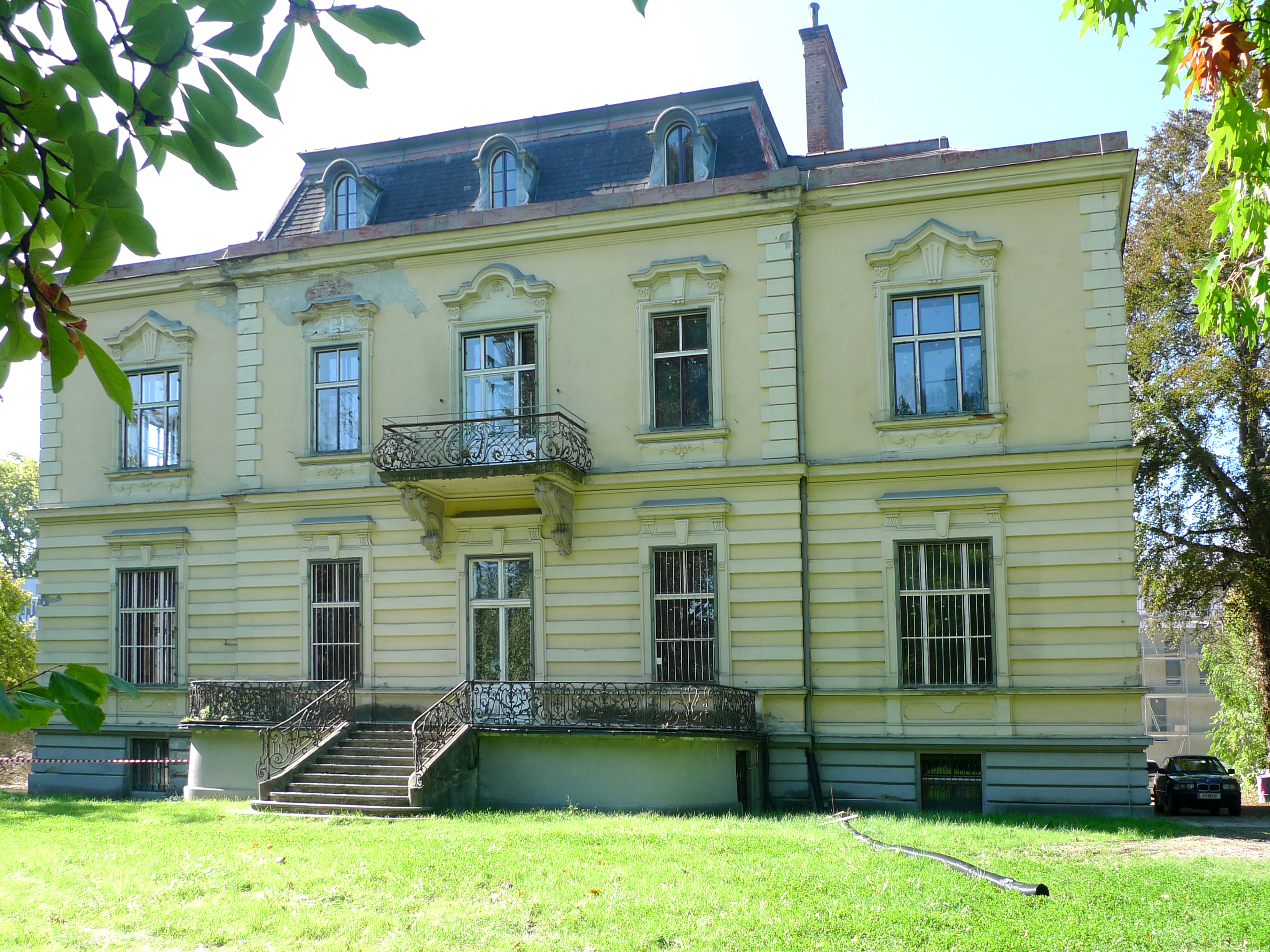
Villa Hartenau in Graz-Geidorf: Geburtshaus

Hartenau war der Sohn des ehemaligen Fürsten von Bulgarien Alexander von Battenberg und der österreichischen Opernsängerin Johanna Loisinger. Die ersten Lebensjahre verbrachte er in der Villa Hartenau in Graz-Geidorf. Nach dem frühen Tod des Vaters zog die Mutter mit Assen und dessen Schwester Zwetana (1893–1935) nach Wien. Vom bulgarischen Staat wurden der Familie 50.000 Lewa jährliche Pension zugebilligt.
Hartenau studierte Rechtswissenschaft an der Universität Graz, wurde dort zum Dr. jur. promoviert, und trat in den diplomatischen Dienst ein. 1919 wurde er stellvertretender Leiter des Liquidierenden gemeinsamen Finanzministeriums. 1922 bis 1928 war er technischer Vertreter Österreichs bei der Pariser Reparationskommission. 1931 zum Hofrat ernannt, leitete er seit 1932 die Abteilung für Staatsschulden im Finanzministerium. Er heiratete 1934 Bertha Hussa-Lamos (1892–1971) und adoptierte ihren Sohn Wilhelm (1915–1991).
Nach dem „Anschluss“ Österreichs an NS-Deutschland verhandelte Hartenau im Rahmen der „Gleichschaltung“ des Finanzministeriums die Frage der Staatsschulden mit dem Berliner Reichsfinanzministerium.
Nach Ende des Zweiten Weltkrieges wurde er als „politisch indifferent“ eingestuft und konnte daher unbelastet 1945 die Leitung der Kreditsektion im Finanzministerium übernehmen. Er spielte eine wichtige Rolle bei der Abwicklung der Staatsschulden. Außerdem fungierte auch er als Staatskommissar an der Nationalbank. Nach seiner Pensionierung 1951 bis 1953 war er Finanzdirektor der Zellwolle Lenzing AG.
Hartenaus Grab befindet sich am Döblinger Friedhof.